# پارک جی-سو (بازیکن بسکتبال)
پارک جی-سو (انگلیسی: Park Ji-su؛ زادهٔ ۶ دسامبر ۱۹۹۸) بازیکن بسکتبال اهل کره جنوبی است.
وی در مسابقات کشوری و بین‌المللی در مجموع برندهٔ ۱ مدال نقره، ۲ مدال برنز شده‌است.